# سکس و سیتی
سکس و سیتی (در انگلیسی: Sex and the City) نام مجموعهٔ تلویزیونی آمریکایی است که از سال ۱۹۹۸ تا ۲۰۰۴ توسط شبکه کیبل اچ بی او در آمریکا و سراسر جهان پخش می‌شد.
این مجموعه بر اساس کتابی به همین نام ساخته شده‌است. داستان این مجموعه در شهر نیویورک سیتی و حول زندگی جنسی چهار زن مجرد که با هم دوست هستند، می‌گذرد.